# Грифовые
Грифовые (лат. Aegypiinae) — подсемейство хищных птиц из семейства ястребиных.

## Внешний вид
Длина 95-114 см. Голова и шея покрыты лишь коротким пухом для защиты от загрязнения при поедании внутренностей трупов (исключение — бородач и пальмовый гриф). Крылья широкие, приспособлены к длительному парению в поисках падали — основной пищи большинства грифовых. Ноги пригодны лишь для ходьбы и бега, носить в них добычу может только бородач.

## Распространение
Обитают в Южной Европе, Африке и Южной Азии.

## Образ жизни
Обитатели как гор, так и открытых, преимущественно засушливых областей. Гнездятся на скалах, иногда на деревьях, часто колониями. В кладке одно-два яйца. Корм птенцам приносят в зобе.
Крайне полезны как естественные санитары. Численность видов резко сокращается (особенно в Европе).

## Классификация
Выделяют 10 родов, ок. 15 видов.
- Африканские ушастые грифы (Torgos)
- Африканские белогорлые грифы (Trigonoceps)
- Бурые стервятники (Necrosyrtes)
- Сипы, или грифы (Gyps) — иногда из его состава выделяют род белоспинные грифы (Pseudogyps)
- Ушастые грифы (Sarcogyps)
- Пальмовые грифы (Gypohierax) — иногда включается в подсемейство орланы
- Стервятники (Neophron)
- Чёрные грифы (Aegypius)
- Бородачи, или ягнятники (Gypaetus)